# Szarotka (radioodbiornik)

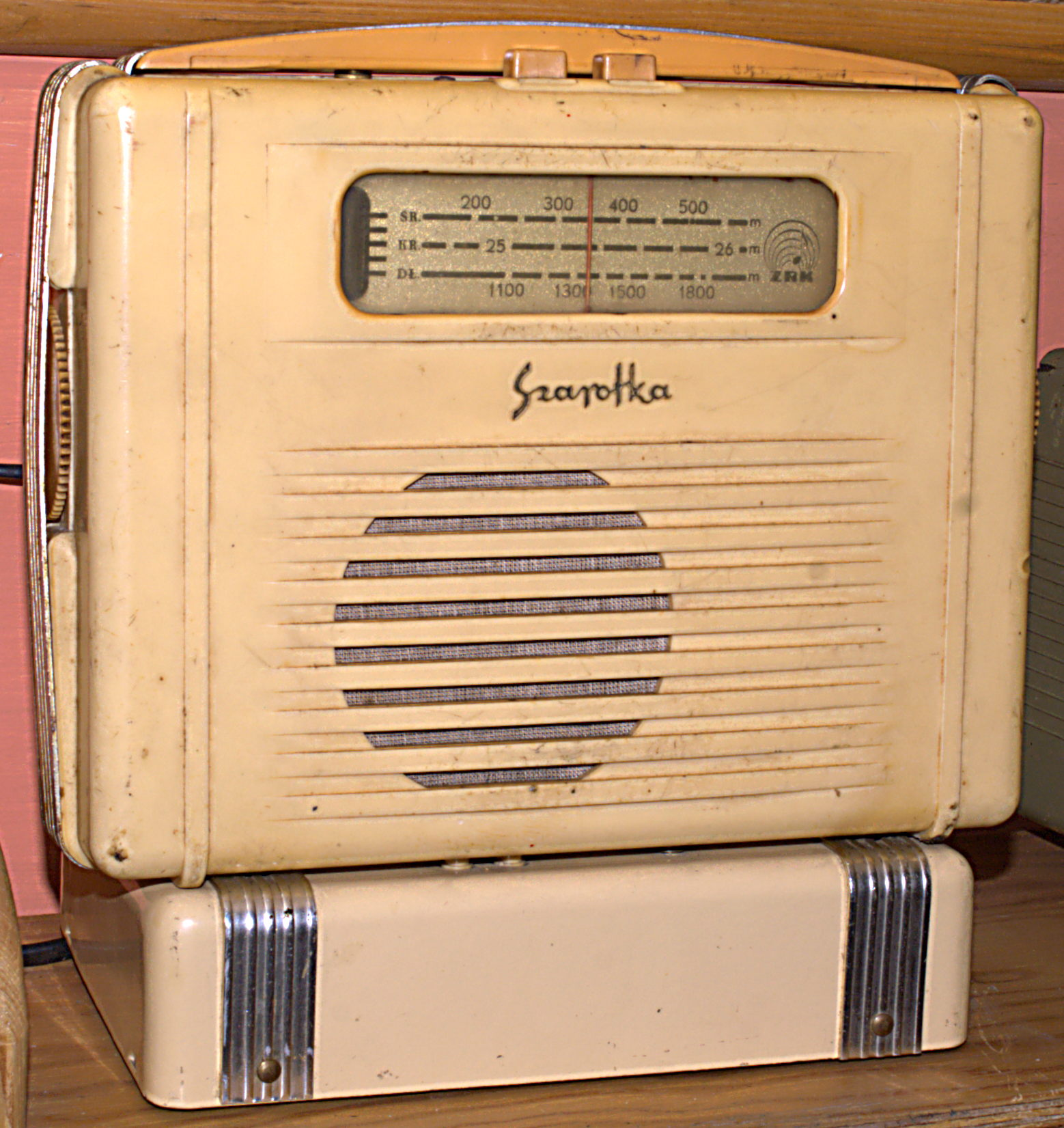
„Szarotka” lampowa z zasilaczem

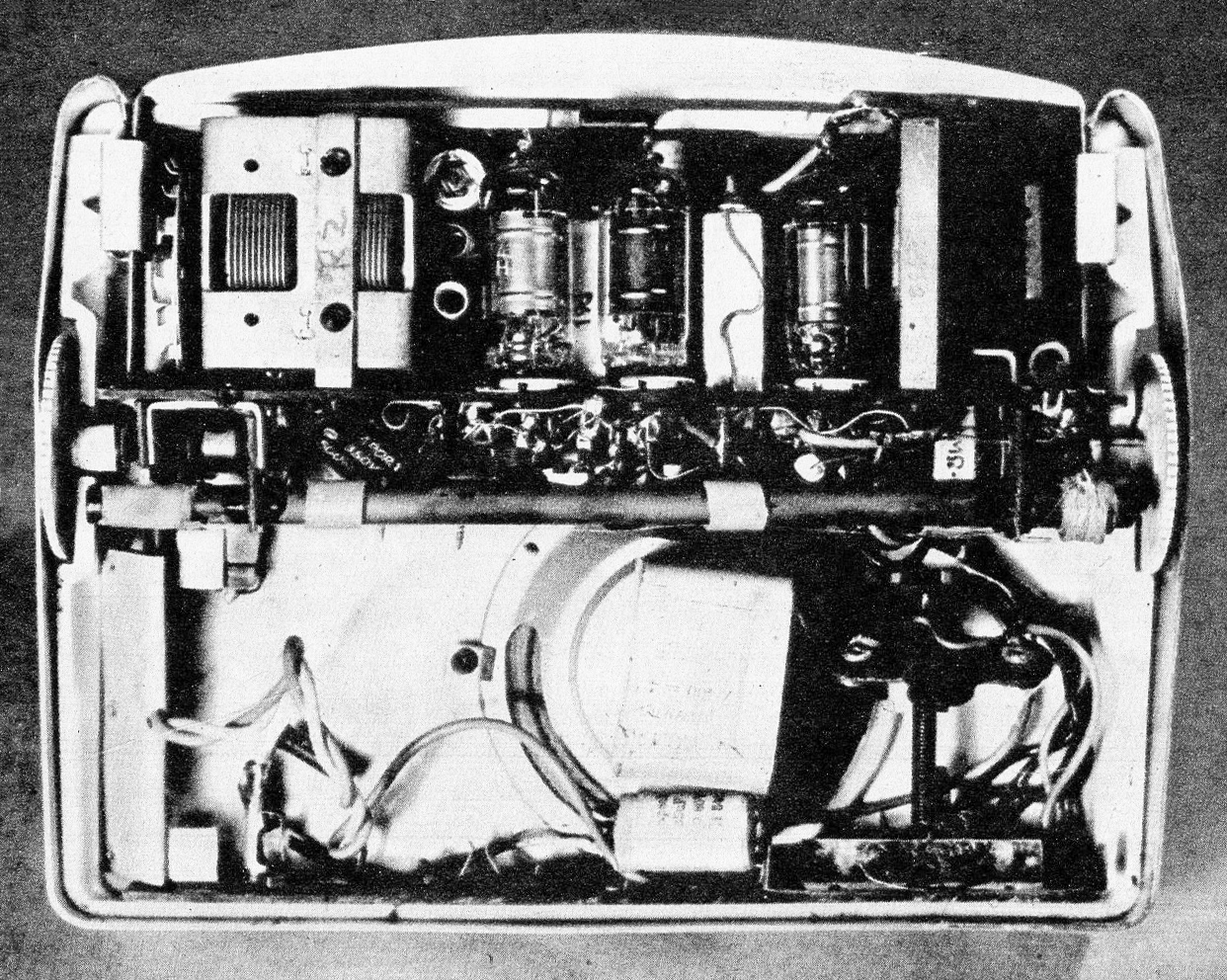
Wnętrze

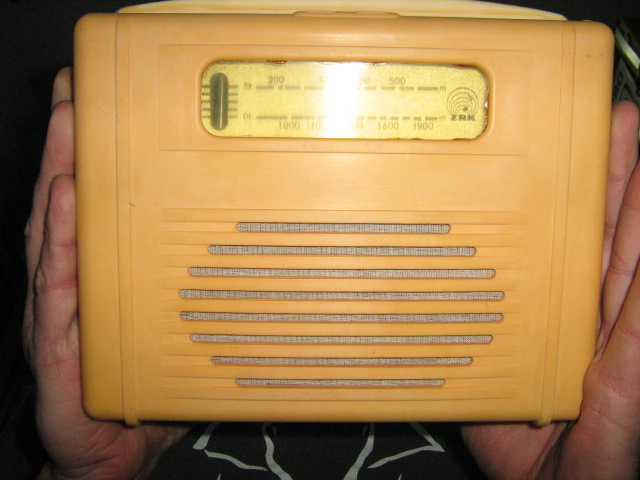
„Szarotka” lampowo-tranzystorowa

Szarotka – praktycznie pierwszy przenośny polski radioodbiornik lampowy.

## Historia
Produkowany w latach 50. XX w. w Zakładach Radiowych im. Marcina Kasprzaka w Warszawie na licencji austriackiego Siemensa (model „Grazietta”). Zakresy fal: początkowo Dł i Śr później też i Kr. Zasilane z baterii lub zasilacza sieciowego mającego kształt podstawki, na którym stał radioodbiornik. Podczas pracy „stacjonarnej” był zasilany z sieci przez wyprowadzone z zasilacza bolce zasilające. Wyjęcie radioodbiornika z podstawki powodowało włączenie zasilania bateryjnego. Jest to sześcioobwodowa, dwu- lub trzyzakresowa superheterodyna z wbudowaną anteną ferrytową.
„Szarotka” nie była jedynym tego typu odbiornikiem produkowanym w Polsce. Rok wcześniej, w 1956 r. przenośny odbiornik lampowy „Turysta” wytwarzała Spółdzielnia Pracy Artykułów Technicznych i Metalowych w Poznaniu, lecz była to tylko krótka seria.
W 1958 roku na Międzynarodowych Targach Poznańskich zaprezentowano nowy model „Szarotki” tranzystorowo-lampowej, część odbiorcza pozostała lampowa, a wzmacniacz małej częstotliwości zbudowano na tranzystorach. Zlikwidowano baterię anodową. Całość zasilana była czterema ogniwami typu R20 (1,5 V), a napięcie anodowe dla lamp uzyskano przy pomocy przetwornicy DC-DC. Zmieniona została obudowa – zastosowano głośnik eliptyczny, więc inny kształt przodu obudowy, pod spodem zlikwidowano otwory służące do wstawienia w podstawkę z ładowarką. Nie doszło do produkcji seryjnej, ale prace nad wdrożeniem tego modelu do produkcji były dalece zaawansowane, powstała seria przedprodukcyjna.
Następne modele odbiorników przenośnych budowano w Polsce już na tranzystorach.

## Dane techniczne „Szarotki”
(model wyłącznie lampowy)
- zakresy fal (dwie wersje):
  - Szarotka 2: długie 1050–1875 m, średnie 187–560 m
  - Szarotka 3: dodatkowo 25 metrowy zakres fal krótkich
- czułość: około 500 µV
- częstotliwość pośrednia: 465 kHz
- głośnik: magnetoelektryczny typu GD 9/0,5 (4,5 Ω)
- moc wyjściowa 50 mW przy zniekształceniach 10%
- zasilanie:
  - bateryjne (z ogniw Leclanchégo): 2 baterie żarzenia po 1,5 V (R20), 1 bateria anodowa 67,5 V,
  - sieciowe: zewnętrzny zasilacz sieciowy na napięcie 120/220 V stanowiący podstawę – podpórkę pod radioodbiornik
  - czas pracy na komplecie baterii: 25–30 godzin
- pobór prądu:
  - przy zasilaniu bateryjnym:
    - prąd żarzenia: około 150 mA
    - prąd anodowy: około 12 mA

  - przy zasilaniu sieciowym: około 6 W
- wymiary: 225 × 170 × 65 mm
- masa z bateriami: poniżej 2 kg
- lampy miniaturowe, bezpośrednio żarzone:
  - 1R5T – mieszacz i heterodyna
  - 1T4T – wzmacniacz pośredniej częstotliwości
  - 1S5T – detektor i wzmacniacz napięciowy m.cz.
  - 3S4T – wzmacniacz głośnikowy
  - DM70 – oko magiczne (wskaźnik dostrojenia i włączenia odbiornika)

## Budowa radioodbiornika „Szarotka”
|                                                 | Klawisz fal średnich | Klawisz fal długich |  |
|                                                 |                      |                     |  |
| Magiczne oko (wskaźnik dostrojenia i włączenia) | Skala                |                     |  |
|                                                 |                      |                     |  |
| Potencjometr regulacji siły głosu i wyłącznik   | Pokrętło strojenia   |                     |  |
|                                                 |                      |                     |  |
|                                                 | Głośnik              |                     |  |
|                                                 |                      |                     |  |
|                                                 | Zasilacz             |                     |  |
|                                                 |                      |                     |  |